# Jang Jae-in
Jang Jae-in (Hangul: 장재인), también conocida como Jang Jane, es una cantante y compositora surcoreana quién acabó en tercer lugar de la segunda temporada del programa Superstar K. Está actualmente firmada por Mystic89.

## Biografía
Jaein nació en Gangjin-gun, Jeollanam-do, Corea del Sur. 
Su nombre original era So-min, pero cambió su nombre a Jaein (que significa "persona con talento" en coreano).
Fue una estudiante sobresaliente, pero optó por abandonar la escuela secundaria para perseguir una carrera musical. A los 16 años, se mudó a Seúl y pasó un tiempo en las calles de HongDae. Después de entrar en la Universidad Howon (de música), Jaein se presentó regularmente en vivo en varias clubes de HongDae.
En abril de 2019 se anunció que estaba saliendo con el cantante surcoreano Nam Tae-hyun, sin embargo en junio del mismo año anunció que habían terminado, luego de descubrir que Tae-hyun la había engañado.

## Carrera
Comenzó a escribir canciones a los 15 años.

### Superstar K2
En 2010 participó en el concurso Superstar K2, ubicándose en tercer lugar. Lideró las encuestas en línea por cuatro semanas consecutivas antes de entrar en el Top3 de la Semana (en la que fue eliminada) con la segunda mayoría de votos en línea detrás de John Park.
| Ronda        | Canción elegida                                 | Artista                                | Tema                      | Resultado                 |
| ------------ | ----------------------------------------------- | -------------------------------------- | ------------------------- | ------------------------- |
| Audición     | "Head Over Feet" "The Place"                    | Alanis Morissette Jaein Jang           | N/A                       | avanza                    |
| Super semana | "Old Love" "2 Different Tears" "Cinderella"     | Lee Moon Sae Wonder Girls Seo In-Young | N/A                       | avanza                    |
| Top 11       | "With You"                                      | Nam Jin                                | N/A                       | 1 lugar (Super Salvación) |
| Top 8        | "When I stand under the shade of roadside tree" | Lee Moon Sae                           | semana de Lee Moon Sae    | salvada                   |
| Top 6        | "The Way You Make Me Feel"                      | Michael Jackson                        | semana de Michael Jackson | salvada                   |
| Top 4        | "Invitation"                                    | Um Jung Hwa                            | semana de los jueces      | salvada                   |
| Top 3        | "Lemon Tree"                                    | Fool's Garden                          | N/A                       | Eliminada                 |

## Discografía
Álbum coreano
- [2011.5.26] 1.º Álbum: Rompiente de Día

Sencillos coreanos
- [2010.12.21] Please (Athena: Goddess of Warfare OST)
- [2011.04.01] "Early Days"
- [2011.04.29] "You Are So Childish" (feat. Ji-Soo Kim)
- [2011.12.08] "Winter Night"
- [2012.02.08] "No One Other Than You"
- [2015.01.14] "Auditory Hallucination" (feat. Nashow) (Kill Me, Heal Me OST)[6]
- [2015.07.16] "Secret Paradise" (Scholar Who Walks the Night OST)
- [2015.08.28] "Love Me Do"
- [2015.11.02] "Fine" (feat. Cho Hyung-woo) (Shopaholic Louis OST)
- [2016.01.27] "Don’t You Know" (Remember – War of the Son OST)
- [2017.04.09] "From Far Away" (Queen of Mystery OST)
- [2017] "Must Have" (Strongest Deliveryman OST)
- [2017.04.13] "Carmin"
- [2017.10.14] "Velvet"
- [2018.01.31] "Again"

## Premios

### Mnet Premios de Música asiática
| año  | canción         | premio              | resultado |
| ---- | --------------- | ------------------- | --------- |
| 2011 | "장난감 병정들" | mejor artista nueva | Nominada  |

### Seoul Music Awards
| año  | nominado                           | premio    | resultado |
| ---- | ---------------------------------- | --------- | --------- |
| 2016 | Jang Jae-in - Kill Me, Heal Me OST | OST Award | Ganadora  |